# The Kick Inside
The Kick Inside – debiutancki album Kate Bush, wydany w lutym 1978 roku.

## O albumie
Płyta została wydana przez wytwórnię EMI 17 lutego 1978 roku, gdy artystka miała 19 lat. Głównym producentem albumu był „odkrywca” jej talentu – David Gilmour. Płyta zawiera największy komercyjny przebój artystki, „Wuthering Heights” – jedyny, któremu udało się dotrzeć do pierwszego miejsca UK Singles Chart.
Album zawiera 13 utworów, część z nich została napisana przez Kate Bush, gdy miała jeszcze 13 lat. W warstwie tekstowej widoczne są inspiracje literackie, filmowe i historyczne (szczególnie w przypadku „Wuthering Heights” – piosenka została zainspirowana nie powieścią Emily Brontë, lecz jej ekranizacją). Charakterystyczne są zmysłowość i erotyzm niektórych tekstów.

## Lista utworów
| 1.  | „Moving”                             | 3:01  |
|     |                                      |       |
| 2.  | „The Saxophone Song”                 | 3:51  |
|     |                                      |       |
| 3.  | „Strange Phenomena”                  | 2:57  |
|     |                                      |       |
| 4.  | „Kite”                               | 2:56  |
|     |                                      |       |
| 5.  | „The Man with the Child in His Eyes” | 2:39  |
|     |                                      |       |
| 6.  | „Wuthering Heights”                  | 4:28  |
|     |                                      |       |
| 7.  | „James and the Cold Gun”             | 3:34  |
|     |                                      |       |
| 8.  | „Feel It”                            | 3:02  |
|     |                                      |       |
| 9.  | „Oh to Be in Love”                   | 3:18  |
|     |                                      |       |
| 10. | „L'Amour Looks Something Like You”   | 2:27  |
|     |                                      |       |
| 11. | „Them Heavy People”                  | 3:04  |
|     |                                      |       |
| 12. | „Room for the Life”                  | 4:03  |
|     |                                      |       |
| 13. | „The Kick Inside”                    | 3:30  |
|     |                                      |       |
|     |                                      | 42:50 |
|     |                                      |       |

## Twórcy
- Ian Bairnson: gitara, wokal, wokal wspierający
- Kate Bush: fortepian, kompozytor, keyboard, wokal, wokal wspierający
- Paddy Bush: harmonijka ustna, mandolina, wokal
- Barry DeSouza: bębny
- Stuart Elliot: bębny
- David Katz: skrzypce
- Paul Keogh: gitara, gitara elektryczna
- Bruce Lynch: gitara basowa
- Duncan Mackay: organy, syntezator, keyboard, fortepian elektryczny, clavinet
- Alan Parker: gitara
- David Paton: gitara basowa, wokal wspierający
- Morris Pert: perkusja
- Andrew Powell: syntezator, keyboard, fortepian elektryczny
- Alan Skidmore: saksofon